# Bourg-Saint-Bernard
Bourg-Saint-Bernard is een gemeente in het Franse departement Haute-Garonne (regio Occitanie) en telt 772 inwoners (1999). De plaats maakt deel uit van het arrondissement Toulouse.

## Geografie
De oppervlakte van Bourg-Saint-Bernard bedraagt 16,5 km², de bevolkingsdichtheid is 46,8 inwoners per km².
De onderstaande kaart toont de ligging van Bourg-Saint-Bernard met de belangrijkste infrastructuur en aangrenzende gemeenten.

## Demografie
Onderstaande figuur toont het verloop van het inwonertal (bron: INSEE-tellingen).